# 指導力不足教員
指導力不足教員（しどうりょくぶそくきょういん）とは、児童、生徒に対する指導力が不足しているとされる日本の教員のことをいう。各都道府県、指定都市教育委員会ごとに定義され、認定される。
研修措置教員（けんしゅうそちきょういん）などの呼称を用いる教育委員会もある。

## 概要
指導力不足教員に関する人事管理システムは都道府県ごとに様々である。温室育ちである為、学生時代のコミュニケーションとしてのいじめをそのまま生徒との交流方法として誤認し、教え子に対しても似たような関係を取る（この場合、生徒同士の悪ふざけではなく教師からのいじめ・体罰に該当）現象がある。場合によっては教師自身が「教師」としてのスムーズな運営を実施する際に、自分の教育に否定的と認識した生徒を意図的にいじめに追い込ませ、事態の元凶となった教師が自分の介入により物事が解決できたという展開・教師としての目的を違えた自己満足を行うケースも存在している。
小・中・高の教員については子供を指導し立派な大人に育成していくという課題が社会的要請として与えられており、それが教員の重責となっている。
今後は、その重責に耐えることのできる教員を教員採用試験で採用していくことが各教育委員会の課題である。また現職教員に対しては、指導力不足教員とならないように適切な研修を行っていく必要がある。なお、指導力不足の可能性がある教員に対し、指導力の回復及び現場復帰をはかるための研修制度が教育公務員特例法（平成20年4月1日改正法施行）において法制化され、現在文部科学省の「指導が不適切な教員に対する人事管理システムのガイドラインに関する調査研究協力者会議」により平成20年2月8日にガイドラインが発表されている。

## 認定
指導力不足教員の認定は、各都道府県・指定都市教育委員会ごとに判定委員会を構成して決定する。委員構成は教育委員会の職員と、教育委員会が推薦する医師・弁護士などであり、都道府県によっては民間企業の役員や大学教授、校長等が入る。認定された教員については、一定期問の研修を行なった後、復帰や分限免職などを決定する。 
- 2008年10月17日 - 2007年度中に認定された日本全国の公立学校の教員は371人と文部科学省が明らかにした。7割が男性教員、40歳代46%、50歳代37%、在職20年以上が61%。85人が依願退職。認定理由は｢生徒の反応を確かめず一方的に授業を進める｣など適性を疑われるものが多い。40代・50代の教員が8割以上を占めており、文部科学省の分析では、詰め込み授業から考えさせる授業への変化に対応できないベテラン教員に問題が現れているとしている。過去2004年度 - 2006年度の調査でも、男性教員、40代・50代の教員、在職20年以上の教員の比率に、同じ傾向が見られた[2][3][4]。認定人数は2004年度の566人をピークとして減少傾向にあり、2006年度は450人[5]、2010年度は208人であった[6]。